# Devon and East Plymouth (circonscription du Parlement européen)
Devon and East Plymouth était une circonscription du Parlement européen couvrant tout le Devon en Angleterre, à l'exception de la city de Plymouth. Il a été créé en 1994 pour remplacer la majorité du Devon et une petite partie de Cornwall and Plymouth.
Avant l’adoption uniforme de la représentation proportionnelle en 1999, le Royaume-Uni utilisait le système uninominal à un tour pour les élections européennes en Angleterre, en Écosse et au pays de Galles. Les conscriptions du Parlement européen utilisées dans ce système étaient plus petites que les circonscriptions régionales les plus récentes et ne comptaient chacune qu'un seul membre au Parlement européen.

## Limites
La circonscription se composait des circonscriptions du Parlement de Westminster de Exeter, Plymouth Sutton, South Hams, Teignbridge, Tiverton, Torbay et Torridge and West Devon.
Le siège est devenu une partie de la circonscription beaucoup plus grande de l'Angleterre du Sud-Ouest en 1999.

## Membre du Parlement européen
| Élection                                               | Élection | Membre                                                                       | Parti                                                                        |
| ------------------------------------------------------ | -------- | ---------------------------------------------------------------------------- | ---------------------------------------------------------------------------- |
| partie du Devon et de Cornwall and Plymouth avant 1994 |          |                                                                              |                                                                              |
|                                                        | 1994     | Giles Chichester                                                             | Conservateur                                                                 |
| 1999                                                   | 1999     | circonscription abolie, partie de l'Angleterre du Sud-Ouest à partir de 1999 | circonscription abolie, partie de l'Angleterre du Sud-Ouest à partir de 1999 |

## Résultats des élections
Les candidats élus sont indiqués en gras.
Une seule élection a eu lieu dans la circonscription en 1994. Lorsque les candidatures ont été clôturées, il a été révélé que Richard Huggett était un candidat avec la description  "Literal Democrat", un nom très similaire à celui des Liberal Democrats. Ce dernier a intenté une action en justice devant la Haute Cour de justice alléguant que le Directeur de scrutin avait accepté à tort une nomination qui visait à semer la confusion chez les électeurs. Le juge a décidé que la nomination devait être maintenue,. Huggett a gagné plus de 10.000 voix, pendant que le candidat Libéral Démocrate Adrian Sanders fini seulement 700 voix derrière le vainqueur. Cela a entraîné une modification de la loi, interdisant les descriptions de partie potentiellement confuses.
| Parti         | Parti                                  | Candidat         | Voix    | %    | ± |
| ------------- | -------------------------------------- | ---------------- | ------- | ---- | - |
|               | Conservateur                           | Giles Chichester | 74,953  | 31,7 | ' |
|               | Libéral Démocrate                      | Adrian Sanders   | 74,253  | 31,4 |   |
|               | Travailliste                           | Linda Gilroy     | 47,596  | 20,1 |   |
|               | Libéral                                | David Morrish    | 14,621  | 6,2  |   |
|               | Green                                  | P. A. Edwards    | 11,172  | 4,7  |   |
|               | Literal Democrat                       | Richard Huggett  | 10,203  | 4,3  |   |
|               | Indépendant                            | J. A. Everard    | 2,629   | 1,1  |   |
|               | Natural Law                            | A. J. Pringle    | 908     | 0,4  |   |
| Majorité      | Majorité                               | Majorité         | 700     | 0,3  |   |
| Participation | Participation                          | Participation    | 236,335 | 45,1 |   |
|               | Conservateur vainqueur (nouveau siège) |                  |         |      |   |